# Neoxanthops
Neoxanthops is een geslacht van kreeftachtigen uit de klasse van de Malacostraca (hogere kreeftachtigen).

## Soorten
- Neoxanthops lineatus (A. Milne-Edwards, 1867)
- Neoxanthops quadrilobatus (Sakai, 1939)